# Every Open Eye
Every Open Eye  — второй студийный альбом шотландской синтипоп-группы Chvrches, выпущенный 25 сентября 2015 года  Virgin EMI Records и Goodbye Records. Это второй альбом группы, после The Bones of What You Believe (2013). Название альбома происходит от отрывка из песни «Clearest Blue». Альбом получил в основном положительные отзывы музыкальных критиков.

## Релиз

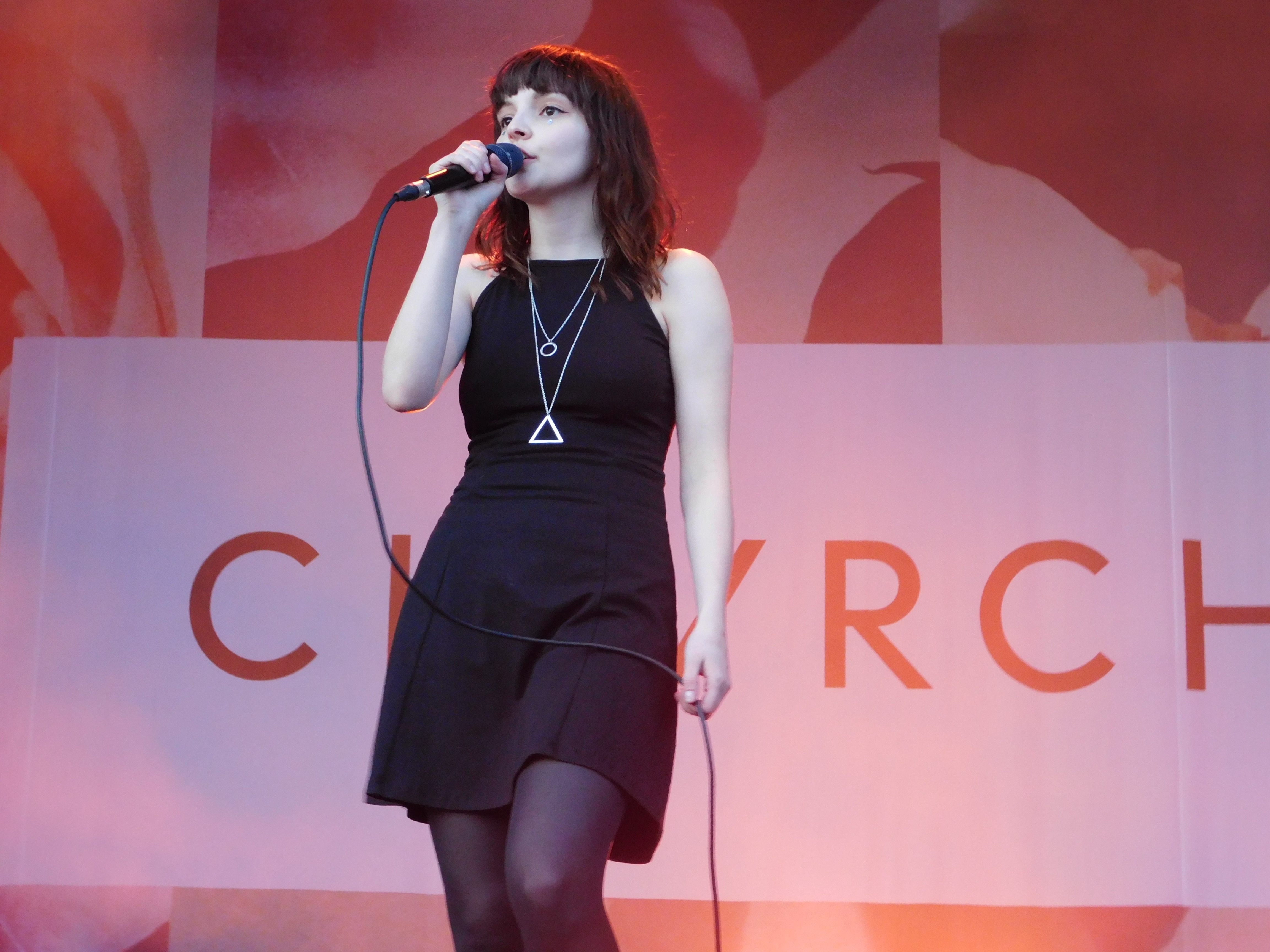
Chvrches в Оттаве на Bluesfest 2015, где они представили 3 песни с нового альбома.

15 июля 2015 на Ottawa Bluesfest группа представила публике 3 новых песни «Clearest Blue», «Leave a Trace» и «Make Them Gold» на живом выступлении.
17 июня 2015 группа выпустила первый сингл «Leave a Trace», наряду с официальным объявлением о названии альбома, дате выпуска, обложкой, а также представила список песен. Журнал Rolling Stone поместил «Leave a Trace» на 24-ю позицию в списке лучших песен 2015 года.
12 августа 2015 группа выпустила второй сингл «Never Ending Circles».
10 сентября 2015 группа выпустила третий сингл  «Clearest Blue».
20 сентября 2015 впервые выпустила альбом для цифровой загрузки.
19 октября 2015 группа выпустила четвёртый сингл «Empty Threat».
13 мая 2016 группа выпустила пятый сингл «Warning Call», который стал заглавной темой для игры Mirror’s Edge: Catalyst. Он входит в расширенную версию альбома.
9 июня 2016 группа выпустила шестой сингл «Bury It» совместно с Хэйли Уильямс.

## Список композиций
| №                   | Название                        | Длительность |
| ------------------- | ------------------------------- | ------------ |
| 1.                  | «Never Ending Circles»          | 3:06         |
| 2.                  | «Leave a Trace»                 | 3:57         |
| 3.                  | «Keep You on My Side»           | 4:25         |
| 4.                  | «Make Them Gold»                | 3:51         |
| 5.                  | «Clearest Blue»                 | 3:53         |
| 6.                  | «High Enough to Carry You Over» | 3:39         |
| 7.                  | «Empty Threat»                  | 4:04         |
| 8.                  | «Down Side of Me»               | 5:10         |
| 9.                  | «Playing Dead»                  | 3:35         |
| 10.                 | «Bury It»                       | 3:08         |
| 11.                 | «Afterglow»                     | 3:14         |
| Общая длительность: | Общая длительность:             | 42:02        |

| №                   | Название            | Длительность |
| ------------------- | ------------------- | ------------ |
| 12.                 | «Get Away»          | 4:40         |
| 13.                 | «Follow You»        | 3:54         |
| 14.                 | «Bow Down»          | 4:38         |
| Общая длительность: | Общая длительность: | 55:14        |

| №                   | Название            | Длительность |
| ------------------- | ------------------- | ------------ |
| 12.                 | «Up in Arms»        | 5:08         |
| Общая длительность: | Общая длительность: | 47:10        |

| №                   | Название            | Длительность |
| ------------------- | ------------------- | ------------ |
| 12.                 | «Up in Arms»        | 5:08         |
| 13.                 | «Get Away»          | 4:40         |
| 14.                 | «Follow You»        | 3:54         |
| 15.                 | «Bow Down»          | 4:38         |
| Общая длительность: | Общая длительность: | 60:22        |

| №                   | Название                                           | Длительность |
| ------------------- | -------------------------------------------------- | ------------ |
| 12.                 | «Up in Arms»                                       | 5:08         |
| 13.                 | «Get Away»                                         | 4:40         |
| 14.                 | «Follow You»                                       | 3:54         |
| 15.                 | «Bow Down»                                         | 4:38         |
| 16.                 | «Leave a Trace» (Live at Pitchfork Music Festival) | 3:57         |
| 17.                 | «Clearest Blue» (Live at Pitchfork Music Festival) | 5:20         |
| Общая длительность: | Общая длительность:                                | 69:39        |

| №                   | Название                         | Длительность |
| ------------------- | -------------------------------- | ------------ |
| 12.                 | «Get Away»                       | 4:40         |
| 13.                 | «Follow You»                     | 3:54         |
| 14.                 | «Bow Down»                       | 4:38         |
| 15.                 | «Leave a Trace» (Four Tet Remix) | 6:49         |
| Общая длительность: | Общая длительность:              | 62:03        |

| №                   | Название                                           | Длительность |
| ------------------- | -------------------------------------------------- | ------------ |
| 12.                 | «Get Away»                                         | 4:40         |
| 13.                 | «Follow You»                                       | 3:54         |
| 14.                 | «Bow Down»                                         | 4:38         |
| 15.                 | «Warning Call» (Theme From Mirror's Edge Catalyst) | 4:32         |
| 16.                 | «Bury It» (featuring Hayley Williams)              | 3:08         |
| 17.                 | «Leave a Trace» (Four Tet Remix)                   | 6:49         |
| 18.                 | «Empty Threat» (Big Wild Remix)                    | 3:28         |
| 19.                 | «Clearest Blue» (Gryffin Remix)                    | 4:19         |
| Общая длительность: | Общая длительность:                                | 82:38        |

### Списки
| Публикация           | Позиция | Номинация                         |
| -------------------- | ------- | --------------------------------- |
| AbsolutePunk         | 29      | Топ-30 альбомов 2015              |
| AllMusic             | N/A     | Лучшие поп-альбомы 2015           |
| American Songwriter  | 12      | Топ-50 альбомов 2015              |
| Blare                | 40      | Топ-50 альбомов 2015              |
| CraveOnline          | 18      | 20 лучших альбомов 2015           |
| Diffuser             | 43      | 50 лучших альбомов 2015           |
| Entertainment Weekly | 26      | 40 лучших альбомов 2015           |
| The Guardian         | 31      | Лучшие альбомы 2015               |
| FasterLouder         | 48      | 50 лучших альбомов 2015           |
| Mashable             | 15      | 30 лучших альбомов 2015           |
| NME                  | 6       | Альбом года (по версии NME, 2015) |
| Paste                | 16      | 50 лучших альбомов 2015           |
| Pigeons & Planes     | 33      | 50 лучших альбомов 2015           |
| Popjustice           | 10      | 33 альбома 2015                   |
| PopMatters           | 42      | 80 лучших альбомов 2015           |
| Pretty Much Amazing  | 37      | 50 лучших альбомов 2015           |
| Q                    | 28      | 50 лучших альбомов 2015           |
| The Skinny           | 21      | 50 лучших альбомов 2015           |
| Spin                 | 43      | 50 лучших альбомов 2015           |
| Spin                 | 7       | 25 лучших поп-альбомов 2015       |
| Stereogum            | 33      | 50 лучших альбомов 2015           |
| Treble               | 25      | 50 лучших альбомов 2015           |
| Under the Radar      | 9       | Топ-100 альбомов 2015             |
| Variance             | 20      | 50 лучших альбомов 2015           |

## Участники записи
- Chvrches
- Эми Берроуз – арт-директор, дизайн
- Дэнни Клинч – фотограф группы
- Боб Людвиг – запись
- Дэвид Симпсон – инженер звукозаписи
- Спайк Стент – звукозапись (песни 1–10)
- Джеф Свон – звукозапись
- Джез Тозер – автор обложки